# روبرت ك. كيسي
روبرت ك. كيسي (بالإنجليزية: Robert K. Casey)‏ هو طبيب وسياسي أمريكي، ولد في 22 يوليو 1931 في بادوكا في الولايات المتحدة، وتوفي في 7 يونيو 2015 في غينزفيل في الولايات المتحدة. حزبياً، نشط في الحزب الجمهوري. وقد انتخب عضو مجلس نواب فلوريدا.